# Al-Mansur Alà-ad-Din Alí
Al-Màlik al-Mansur Alà-ad-Din Alí ibn Xaban (àrab: الملك المنصور علاء الدين علي بن شعبان, al-Malik al-Manṣūr ʿAlāʾ ad-Dīn ʿAlī ibn Xaʿbān), més conegut simplement com al-Mansur Alí o al-Mansur Alà-ad-Din Alí (el Caire, 1368 - Egipte, 19 de maig de 1381), fou un soldà mameluc bahrita o kiptxak del Caire (1377-1381).
Mort al-Àixraf Xaban en l'intent de cop d'estat de l'amir Barquq ibn Ànas el 1377, aquest va fugir a Síria, i al Caire fou proclamat sultà al-Mansur Alà-ad-Din Alí, fill del sultà mort que només tenia 10 anys, sense cap poder efectiu. Els amirs el van deposar el 1381 i fou substituït pel seu germà al-Màlik as-Sàlih Zayn-ad-Din Hajjí.